# الحمراء وابن الخطيب (فلم وثائقي)
الحمراء وابن الخطيب (بالإسبانية: Los Constructores de la Alhambra ) (بالإنجليزية: The Builders of the Alhambra) وهو فيلم وثائقي إسباني من بطولة عمرو واكد وإخراج وإنتاج المخرجة الإسبانية إيزابيل فرنانديز، صدر في 25 نوفمبر 2022.
يتناول الفيلم تاريخ مملكة غرناطة وفق الرواية العربية، إذ تقع أحداثه خلال فترة الوزير لسان الدين بن الخطيب، ويتناول قصة بناء قصر الحمراء في فترة السلطان أبي الحجاج يوسف الأول.